# إيليعيزر شتاينمان
إيليعيزر شتاينمان (بالعبرية: אליעזר שטיינמן‏) (من مواليد 1892 وتوفي في 7 أغسطس 1970) كاتب وصحفي ومحرر إسرائيلي روسي المولد.
في عام 1963 نال جائزة إسرائيل في الأدب. 

## سيرة شخصية
ولد شتاينمان عام 1892 في أوبودوفكا، التي كانت وقتها جزءا من منطقة سوبانسكي في بودوليا في القسم الروسي من بولندا. كانت أوبودوفكا قرية في محافظة بودوليا التابعة للإمبراطورية الروسية، ثم أصبحت لاحقًا جزءًا من بولندا بعد الحرب العالمية الأولى، وهي حاليا تقع في أوكرانيا.
بدأ في نشر قصصه الأولى في شبابه، أثناء دراسته الدنينية في كيشيناو للحصول على «سميخاه» ليصبح حاخامًا. وبدءا من عام 1910 بدأ ينشر كتاباته باللغتين اليديشية والعبرية في صحف مثل راشافيم وهاشيلواخ وهاتسيفيراه. وكان يعمل في التدريس لكسب الرزق. خلال تلك السنوات ارتبط بكل من دافيد فريشمان وحاييم ناحمان بياليك الذين عملوا على إطلاق سراحه من الخدمة العسكرية في الجيش الإمبراطوري الروسي.
في عام 1917، بعد الثورة البلشفية، اعتنقالأيديولوجية الشيوعية وطلب السماح له بتطوير الثقافة العبرية. انتقل إلى موسكو وبدأ العمل في دار نشر شتيبال ونشر روايته الأولى. في عام 1919، انتقل إلى أوديسا ونشر كتيب «الشيوعي العبري». منذ عام 1920، كان شتاينمان أحد الكتاب المنتظمين في صحف هاتسيفيراه وديرمامينت ويدوش. وأصدر مجلة «كولوت» (أصوات)في الفترة من 1923 إلى 1924 .

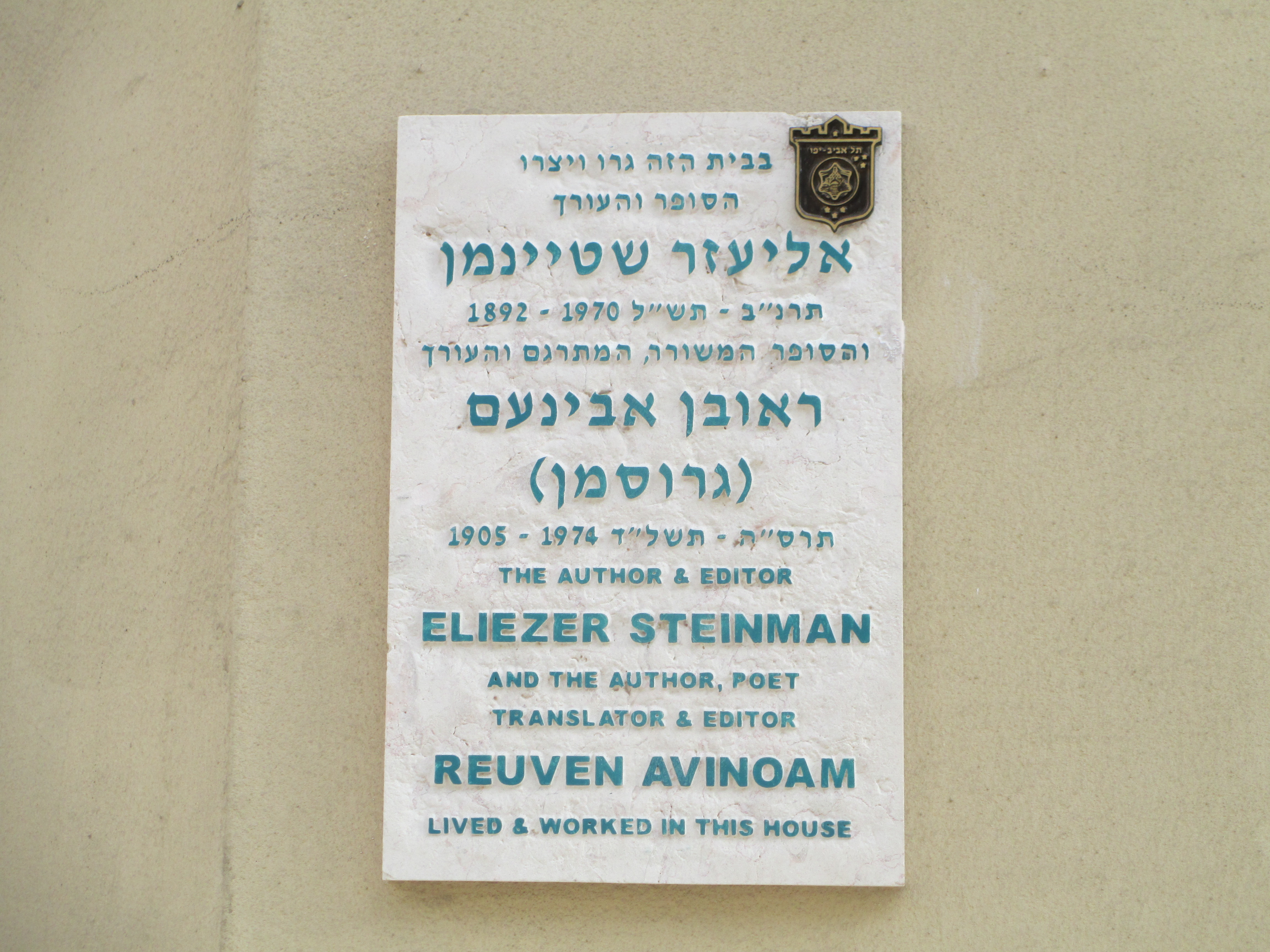
لوحة تذكارية لإيليعيزر شتاينمان وروفين أفينوعم في 31 شارع أحد هعام في تل أبيب

في عام 1924 هاجر شتاينمان مع عائلته إلى فلسطين، وبدأ العمل في اتحاد الكتاب العبريين. وأصبح أول محرر للمجلة الأدبية العبرية «كاتوفيم» عام 1926 والتي تأسست بمبادرة من الأديب اليهودي حاييم ناحمان بياليك. أخذت المجلة اسمها من مجموعة كاتوفيم التي أسسها شتاينمان وأفراهام شلونسكي وآخرون للسعي إلى تجديد الأدب العبري. من عام 1932 إلى عام 1933، كان شتاينمان هو المحرر الوحيد للمجلة التي فقدت دعم اتحاد الكتاب العبريين. خلال هذه السنوات، واصل شتاينمان كتابته ونشر العديد من الكتب، بما في ذلك كتب المقالات والروايات وكتب الأطفال والمختارات.
توفي في تل أبيب عام 1970.

## الجوائز والتكريم
- في عام 1959، حصل شتاينمان على جائزة بياليك للأدب (بالاشتراك مع أفراهام شلونسكي).[3]
- في عام 1963 نال جائزة إسرائيل في الأدب.[2]

## العائلة
أبناء شتاينمان هم الكاتب ناتان شاحام وديفيد شاحام.